# カンムリサンジャク
カンムリサンジャク（学名：Cyanocorax formosus）は、カラス科に分類される鳥類の一種。サンジャク類の中でも大型で、中央アメリカに分布する。メキシコのハリスコ州からコスタリカのグアナカステ州にかけて、太平洋側の有刺林に生息する。群れを作る騒がしい種であり、群れで移動する際は目立つが、観察していると襲われることがある。

## 分類
カンムリサンジャクは1827年に英国の生物学者であるウィリアム・スウェインソンによって、Pica formosa として記載された。タイプ標本は生物学者のウィリアム・ブロックによって、メキシコのメヒコ州から採集された。種小名「formosus」はラテン語で、「美しい」という意味を持つ。本種とコリーカンムリサンジャクは、以前までカンムリサンジャク属 Calocitta に分類されていた。分子系統学的解析の結果、ルリサンジャク属は側系統群であり、カンムリサンジャク属を内包することが明らかとなった。現在本種とコリーカンムリサンジャクはルリサンジャク属に分類されている。ハリスコ州ではコリーカンムリサンジャクと交雑し、上種が存在している。
3つの亜種が知られている。
- C. f. formosus (Swainson, 1827) – メキシコ南部のコリマ州、ミチョアカン州、プエブラ州南部からオアハカ州まで
- C. f. azureus (Nelson, 1897) – オアハカ州とチアパス州、グアテマラ西部
- C. f. pompatus (Bangs, 1914) – チアパス州東部とグアテマラ東部からエルサルバドル、ホンジュラス、ニカラグアを通り、コスタリカ北西部まで

## 形態

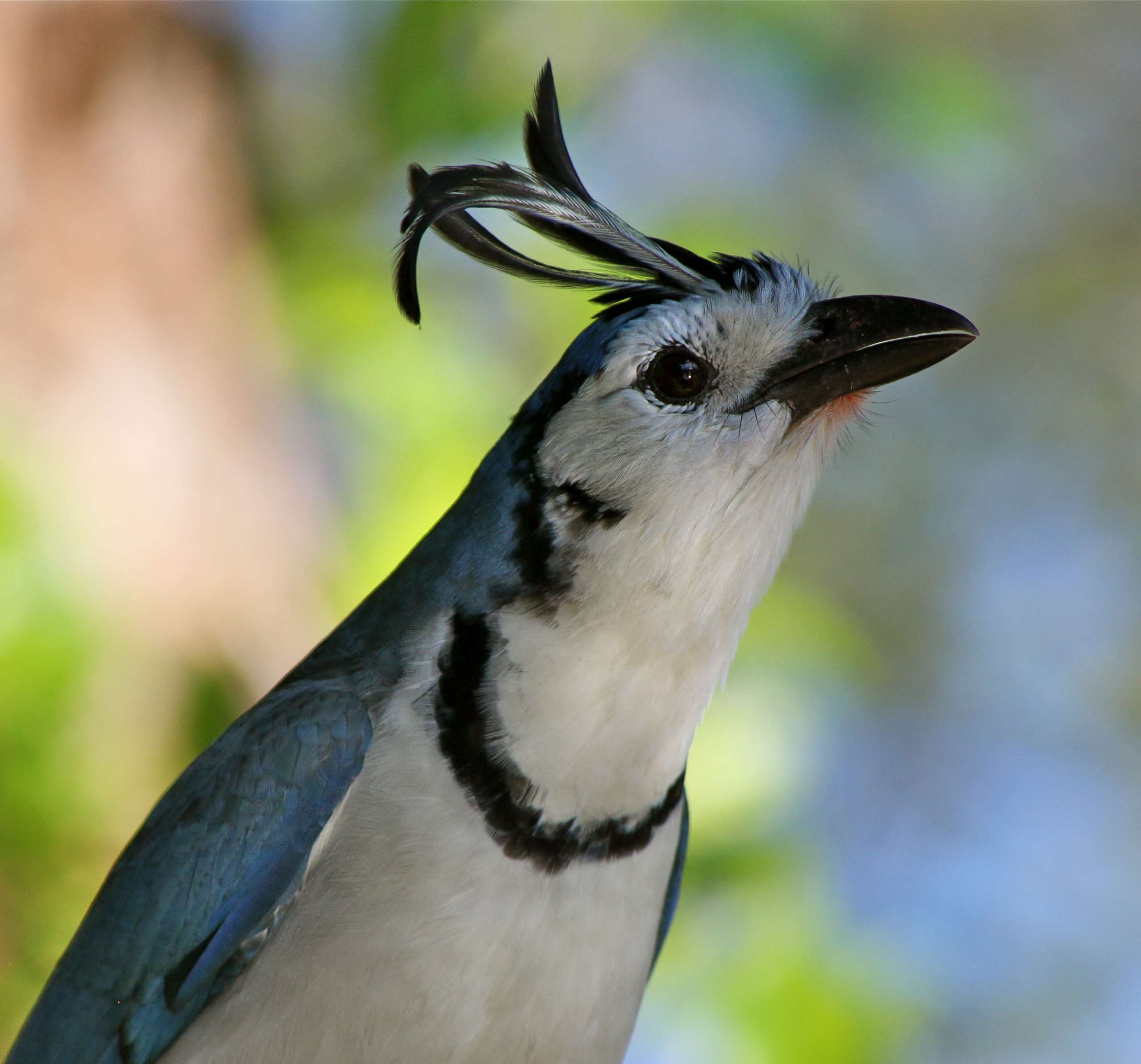
頭部

体長43-56cm、体重205-213gに達する。尾は長く、頭部には曲がった冠羽を持つ。基亜種の冠羽は黒色で、他の亜種では青色か白色の部分がある。基亜種は顔が白く、顔の縁は黒色で、喉には黒い輪のような模様があり、嘴の縁に黒い模様がある。他の亜種では黒い部分が小さい。胸と腹、腰の下部は白く、翼と尾は青色で、尾の縁は白い。脚と目は黒く、嘴は灰色。雌雄の羽毛は似ているが、雌はより背面の色が薄く、胸の帯が細く、尾が短い。

## 生態と行動
乾燥した環境から比較的湿潤な森林まで、幅広い環境に生息する。海抜1250mまで生息するが、800m以上で見られることは珍しい。一般的に有刺林、拠水林、落葉樹林、林縁、コーヒープランテーションなどの農地に生息し、稀に柱サボテンの群生地でも見られる。渡りは行わないが、雄は巣立ちの数年後、出生地から分散する。生息地では一般的な種類であり、人間活動の脅威を受けていないと考えられる。
雑食であり、昆虫、カエル、トカゲ、他の鳥の卵や雛、種子、果実、バルサの蜜など、様々な動物及び植物を食べることが知られている。幼鳥は数年間かけて、親鳥から様々な摂餌の方法を学ぶ。